# Steel Flower
Pour plus de détails, voir Fiche technique et Distribution.
Steel Flower (스틸 플라워, Seutil Peulrawo) est un film sud-coréen réalisé par Park Seok-yeong, sorti en 2015.

## Synopsis
Ha-dam, une jeune sans-abri, se rend à Pusan dans l'espoir de trouver du travail. Elle passe devant un cours de claquettes et se prend de passion pour cette danse.

## Fiche technique
- Titre : Steel Flower
- Titre original : 스틸 플라워, Seutil Peulrawo
- Réalisation : Park Seok-yeong
- Scénario : Park Seok-yeong
- Musique : Kim Dong-gi
- Photographie : Oh Tae-seung et Park Hyeong-ik
- Montage : Jo Hyunjoo
- Production : Bak Seong-jin
- Société de production : Moviengine
- Société de distribution : Indiestory
- Pays :  Corée du Sud
- Genre : Drame
- Durée : 83 minutes
- Dates de sortie : 
  -  Corée du Sud : 2 octobre 2015 (Festival international du film de Busan), 7 avril 2016

## Distribution
- Jeong Ha-dam : Ha-dam

## Distinctions
- Festival du film indépendant de Séoul 2015 : Grand prix et Prix de la star indépendante pour Jeong Ha-dam[1]
- Festival international du film de Marrakech 2015 : Prix spécial du jury[1]